# Елецких, Гавриил Никифорович
Гавриил Никифорович Елецких (1919—2003) — полковник Советской Армии, участник Великой Отечественной войны, Герой Советского Союза (1944), кандидат военных наук.

## Биография
Гавриил Елецких родился 8 апреля 1919 года в деревне Петровские Круги (ныне — Елецкий район Липецкой области). После окончания педагогического училища работал учителем физики и математики в средней школе. В 1939 году Елецких был призван на службу в Рабоче-крестьянскую Красную Армию. В 1940 году он окончил Харьковское военное авиационное училище. С июня 1941 года — на фронтах Великой Отечественной войны. Принимал участие в боях на Юго-Западном, Сталинградском, Южном, 4-м и 1-м Украинских фронтах. Летал на самолётах «СБ», «Пе-2», «Пе-3». Участвовал в боях под Харьковом, был подбит, сумел сесть и покинуть самолёт до взрыва.
К февралю 1944 года капитан Гавриил Елецких был штурманом эскадрильи 8-го отдельного разведывательного авиаполка 8-й воздушной армии 4-го Украинского фронта. К тому времени он совершил 167 боевых вылетов на разведку и бомбардировку скоплений войск противника.
Указом Президиума Верховного Совета СССР от 1 июля 1944 года за «образцовое выполнение боевых заданий командования и проявленные при этом мужество и героизм» капитан Гавриил Елецких был удостоен высокого звания Героя Советского Союза с вручением ордена Ленина и медали «Золотая Звезда» за номером 4238.
Всего же за время своего участия в войне Елецких совершил 212 боевых вылетов. В 1949 году он окончил Военно-воздушную академию с золотой медалью, после чего остался в ней преподавать на кафедре разведки, защитил кандидатскую диссертацию. В 1979 году в звании полковника Елецких был уволен в запас. Проживал в посёлке Монино Московской области, умер 30 октября 2003 года, похоронен на Гарнизонном кладбище Монино.

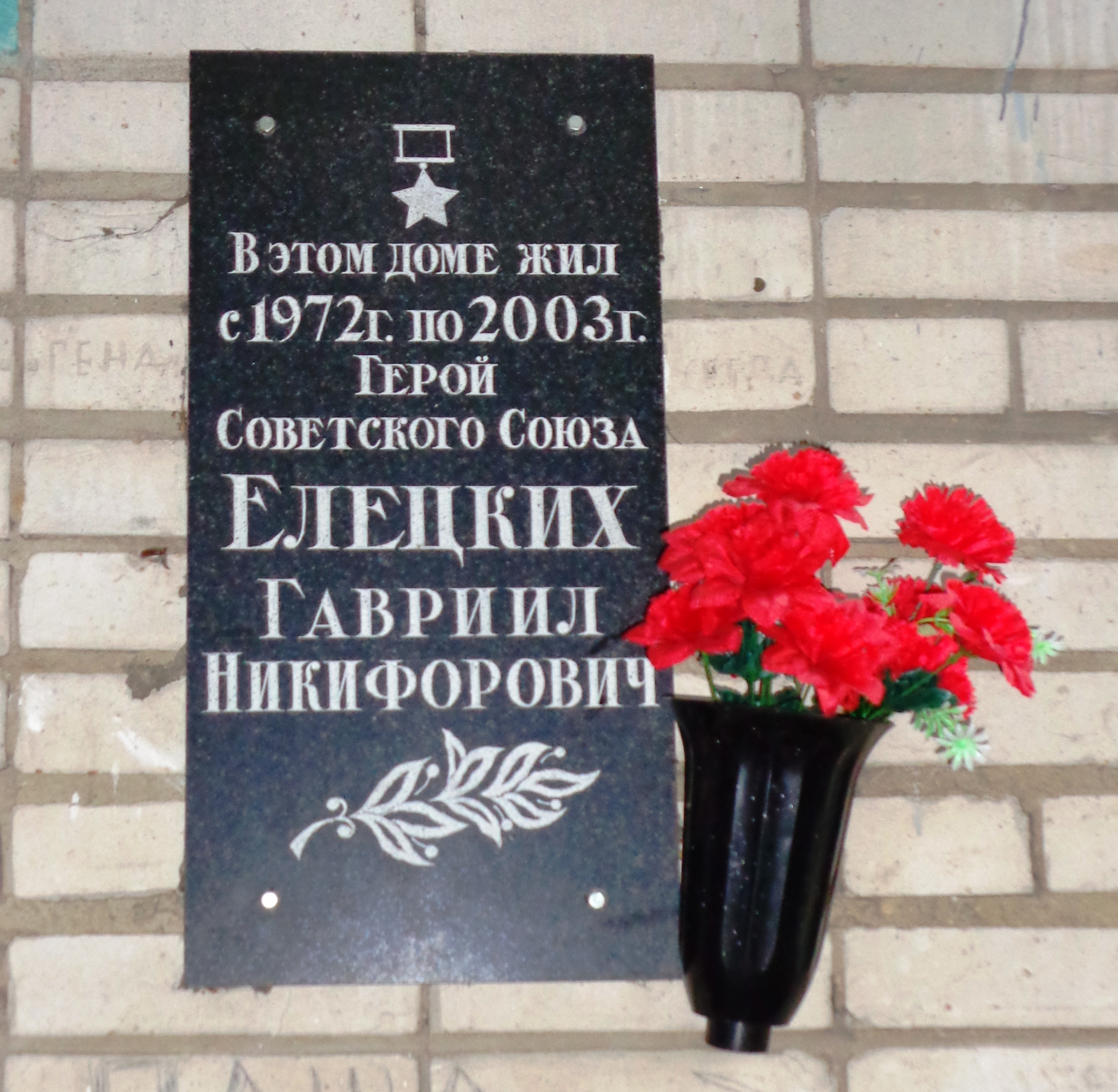
Мемориальная доска на доме, где проживал Герой Советского Союза Г. Н. Елецких.

Был также награждён двумя орденами Красного Знамени, орденами Отечественной войны 1-й и 2-й степеней, двумя орденами Красной Звезды, орденом «За службу Родине в ВС СССР» 3-й степени, рядом медалей, в том числе иностранных.

## Память
- В посёлке Монино Московской области на доме 7 по улице Маслова, где проживал Герой Советского Союза Г. Н. Елецких, установлена мемориальная доска.